# Мариупольская площадь
Мариу́поульская пло́щадь — площадь в историческом районе Леснозаводская Невского района Санкт-Петербурга.

## История
Часть улицы Шелгунова от дома № 10 до улицы Бабушкина в 1941—1962 годах носила название Мариупольская в честь украинского города Мариуполя.
В 2022 году город Мариуполь стал побратимом Санкт-Петербурга. 6 октября 2022 года Топонимическая комиссия Санкт-Петербурга рекомендовала дать название Мариупольская, и 28 декабря 2022 года это название было официально утверждено.

## Расположение
Треугольная площадь расположена на левобережье Невского района на пересечении улиц Бабушкина и Шелгунова с примыканием проспекта Александровской Фермы (отходит от площади на юго-запад) и Ново-Александровской улицы (подходит к площади с востока через арку дома № 64 по улице Бабушкина).

## Транспорт
Ближайшая к площади станция метро — «Пролетарская» Невско-Василеостровской линии, расположенная в 1 км к востоку.
Автобусы № 11, 48, 97 и 241.
Ближайшая железнодорожная станция — «Сортировочная».